# Liste der Fraktionsvorsitzenden der nordrhein-westfälischen Landtage
Die Tabelle listet alle Fraktionsvorsitzenden der Parteien des nordrhein-westfälischen Landtags seit 1946 auf.
| Wahlperiode                                                  | CDU                                                                                   | SPD | Zentrum            | FDP | KPD           | Bündnis 90/Die Grünen | Die Linke                            | Piraten      | AfD                                                                      |
| ------------------------------------------------------------ | ------------------------------------------------------------------------------------- | --- | ------------------ | --- | ------------- | --- | ------------------------------------ | ------------ | ------------------------------------------------------------------------ |
| 1. Ernennungsperiode (2. Oktober 1946 bis 19. Dezember 1946) | Konrad Adenauer                                                                       | Fritz Henßler                                                                                               | Bernhard Reismann  | Friedrich Middelhauve | Josef Ledwohn | - | -                                    | -            | -                                                                        |
| 2. Ernennungsperiode (19. Dezember 1946 bis 19. April 1947)  | Konrad Adenauer                                                                       | Fritz Henßler                                                                                               | Bernhard Reismann  | Friedrich Middelhauve | Heinz Renner  | - | -                                    | -            | -                                                                        |
| 1. Wahlperiode (20. April 1947 bis 17. Juni 1950)            | Konrad Adenauer (bis 2. September 1949) Josef Schrage (ab 2. September 1949)          | Fritz Henßler                                                                                               | Johannes Brockmann | Friedrich Middelhauve | Karl Schabrod | - | -                                    | -            | -                                                                        |
| 2. Wahlperiode (5. Juli 1950 bis 4. Juli 1954)               | Wilhelm Johnen                                                                        | Fritz Henßler (bis 4. Dezember 1953) Fritz Steinhoff (ab 14. Dezember 1953)                                 | Johannes Brockmann | Friedrich Middelhauve | -             | - | -                                    | -            | -                                                                        |
| 3. Wahlperiode (13. Juli 1954 bis 12. Juli 1958)             | Wilhelm Johnen                                                                        | Fritz Steinhoff (bis 20. Februar 1956) Emil Groß (ab 1. März 1956)                                          | Johannes Brockmann | Friedrich Middelhauve (bis 27. Juli 1954) Reinhard Beine (27. Juli 1954 bis 22. April 1955) Hermann Kohlhase (22. April 1955 bis 12. März 1956) Wolfgang Döring (ab 12. März 1956) | -             | - | -                                    | -            | -                                                                        |
| 4. Wahlperiode (21. Juli 1958 bis 20. Juli 1962)             | Wilhelm Johnen (bis 13. Januar 1959) Erich Stuckel (2. Februar 1959 bis 25. Mai 1962) | Fritz Steinhoff (bis 13. November 1961) Fritz Kaßmann (ab 13. November 1961)                                | -                  | Willi Weyer | -             | - | -                                    | -            | -                                                                        |
| 5. Wahlperiode (21. Juli 1962 bis 23. Juli 1966)             | Wilhelm Lenz                                                                          | Heinz Kühn                                                                                                  | -                  | Walter Möller | -             | - | -                                    | -            | -                                                                        |
| 6. Wahlperiode (24. Juli 1966 bis 25. Juli 1970)             | Wilhelm Lenz                                                                          | Heinz Kühn (bis 9. Januar 1967) Johannes Rau (ab 9. Januar 1967)                                            | -                  | Walter Möller (bis 15. September 1969) Heinz Lange (ab 6. Oktober 1969) | -             | - | -                                    | -            | -                                                                        |
| 7. Wahlperiode (26. Juli 1970 bis 27. Mai 1975)              | Heinrich Köppler                                                                      | Johannes Rau (bis 13. Juli 1970) Fritz Kaßmann (13. Juli 1970 bis 9. Mai 1975) Dieter Haak (ab 9. Mai 1975) | -                  | Hans Koch | -             | - | -                                    | -            | -                                                                        |
| 8. Wahlperiode (28. Mai 1975 bis 28. Mai 1980)               | Heinrich Köppler (bis 20. April 1980) Kurt Biedenkopf (ab 11. Mai 1980)               | Dieter Haak                                                                                                 | -                  | Hans Koch (bis 31. Dezember 1979) Wolfgang Heinz (ab 1. Januar 1980) | -             | - | -                                    | -            | -                                                                        |
| 9. Wahlperiode (29. Mai 1980 bis 29. Mai 1985)               | Kurt Biedenkopf (bis 24. Mai 1983) Bernhard Worms (ab 24. Mai 1983)                   | Dieter Haak (bis 18. August 1980) Karl Josef Denzer (ab 26. August 1980)                                    | -                  | - | -             | - | -                                    | -            | -                                                                        |
| 10. Wahlperiode (30. Mai 1985 bis 30. Mai 1990)              | Bernhard Worms                                                                        | Friedhelm Farthmann                                                                                         | -                  | Achim Rohde | -             | - | -                                    | -            | -                                                                        |
| 11. Wahlperiode (31. Mai 1990 bis 31. Mai 1995)              | Helmut Linssen                                                                        | Friedhelm Farthmann (bis 24. Mai 1995) Klaus Matthiesen (ab 24. Mai 1995)                                   | -                  | Achim Rohde | -             | Bärbel Höhn | -                                    | -            | -                                                                        |
| 12. Wahlperiode (1. Juni 1995 bis 1. Juni 2000)              | Helmut Linssen (bis 23. Februar 1999) Laurenz Meyer (ab 23. Februar 1999)             | Klaus Matthiesen (bis 11.1998) Manfred Dammeyer (ab 11.1998)                                                | -                  | - | -             | Roland Appel Gisela Nacken | -                                    | -            | -                                                                        |
| 13. Wahlperiode (2. Juni 2000 bis 2. Juni 2005)              | Jürgen Rüttgers                                                                       | Edgar Moron                                                                                                 | -                  | Jürgen Möllemann (bis 10.2002) Ingo Wolf (ab 10.2002) | -             | Sylvia Löhrmann | -                                    | -            | -                                                                        |
| 14. Wahlperiode (8. Juni 2005 bis 8. Juni 2010)              | Jürgen Rüttgers (bis 22. Juni 2005) Helmut Stahl (ab 22. Juni 2005)                   | Hannelore Kraft                                                                                             | -                  | Ingo Wolf (bis Juni 2005) Gerhard Papke (ab 24. Juni 2005) | -             | Sylvia Löhrmann | -                                    | -            | -                                                                        |
| 15. Wahlperiode (9. Juni 2010 bis 31. Mai 2012)              | Karl-Josef Laumann (ab 6. Juli 2010)                                                  | Norbert Römer (ab 16. Juli 2010)                                                                            | -                  | Gerhard Papke | -             | Reiner Priggen (ab 14. Juli 2010) | Bärbel Beuermann Wolfgang Zimmermann | -            | -                                                                        |
| 16. Wahlperiode (31. Mai 2012 bis 31. Mai 2017)              | Karl-Josef Laumann (bis 18. Dezember 2013) Armin Laschet (ab 18. Dezember 2013)       | Norbert Römer                                                                                               | -                  | Christian Lindner | -             | Reiner Priggen | -                                    | Joachim Paul | -                                                                        |
| 17. Wahlperiode (1. Juni 2017 bis 31. Mai 2022)              | Armin Laschet (bis 27. Juni 2017) Bodo Löttgen (ab 29. Juni 2017)                     | Norbert Römer (bis 24. April 2018) Thomas Kutschaty (ab 24. April 2018)                                     | -                  | Christian Lindner (bis 10. Oktober 2017) Christof Rasche (ab 10. Oktober 2017) | -             | Monika Düker (bis 26. Oktober 2020) Arndt Klocke (bis 26. Oktober 2020) Josefine Paul (ab 26. Oktober 2020) Verena Schäffer (ab 26. Oktober 2020) | -                                    | -            | Marcus Pretzell (bis 2. Oktober 2017) Markus Wagner (ab 6. Oktober 2017) |
| 18. Wahlperiode (seit 1. Juni 2022)                          | Bodo Löttgen (bis 29. Juni 2022) Thorsten Schick (ab 29. Juni 2022)                   | Thomas Kutschaty (bis 23. Mai 2023) Jochen Ott (ab 23. Mai 2023)                                            | -                  | Henning Höne | -             | Josefine Paul (bis 29. Juni 2022) Verena Schäffer Wibke Brems (ab 18. August 2022)                                                                | -                                    | -            | Martin Vincentz                                                          |